# Ølstykke-Stenløse
Ølstykke-Stenløse är en tätort i Egedals kommun i Region Hovedstaden i Danmark. Tätorten har 23 344 invånare (2024). Den bildades 2010, då tätorterna Ølstykke och Stenløse hade vuxit samman. Den ligger på ön Själland, cirka 27,5 kilometer nordväst om centrala Köpenhamn.